# Lianzhou
För andra betydelser, se Lianzhou (olika betydelser).
Lianzhou, även romaniserat Lienchou, är en stad på häradsnivå i Qingyuans stad på prefekturnivå i provinsen Guangdong i sydöstra Kina. Den ligger omkring 220 kilometer norr om provinshuvudstaden Guangzhou.
Lianzhou är indelat i tio köpingar och två etniska minoritetssocknar.
Köpingar (zhen):

- Bao'an (保安镇)
- Dalubian (大路边镇)
- Dongbei (东陂镇)
- Fengyang (丰阳镇)
- Jiubei (九陂镇)
- Lianzhou (连州镇)
- Longping (龙坪镇)
- Xi'an (西岸镇)
- Xijiang (西江镇)
- Xingzi (星子镇)

Etniska minoritetssocknar för yaofolket (yaozu xiang): 
- Sanshui (三水瑶族乡)
- Yao'an (瑶安瑶族乡)